# Dolichopus bianchii
Dolichopus bianchii är en tvåvingeart som beskrevs av Stackelberg 1929. Dolichopus bianchii ingår i släktet Dolichopus och familjen styltflugor. Inga underarter finns listade i Catalogue of Life.